# Фондаминский, Илья Исидорович
Илья Исидорович Фондаминский (Фундаминский, литературный псевдоним Бунаков; 17 февраля (1 марта) 1880, Москва — 19 ноября 1942, Освенцим) — российский революционер, масон, религиозный деятель. В 1907—1917 и с 1919 года жил в эмиграции. В 1941 году принял православие, погиб в Освенциме. В 2004 году канонизирован Константинопольской православной церковью.

## Биография
Родился в еврейской купеческой семье — его отец Израиль-Илья Ицкович Фундаминский (1843—?), уроженец Шклова, ювелир, был в 1893 году причислен к купцам первой гильдии. Брат революционера-народовольца Матвея (Мордуха) Исидоровича Фундаминского (1866—1896).
Учился в частной гимназии Креймана в Москве, затем, с 1900 по 1904 годы, — на философских факультетах Берлинского и Гейдельбергского университетов. Вместе с Владимиром Зензиновым, Николаем Авксентьевым и другими входил в кружок молодых социалистов-революционеров. 10 марта 1902 был арестован на российско-немецкой границе и заключён на два месяца в тюрьму за транспортировку революционной литературы. Вступил в партию социалистов-революционеров.
В 1903 году женился на Амалии Осиповне Гавронской (1882—1935), внучке «чайного короля» Вульфа Высоцкого, старшей сестре режиссёра Александра Гавронского, философа Дмитрия Гавронского и младшей сестре эсера, биохимика Якова Гавронского.

### Революция 1905 года
В декабре 1904 года Фондаминский вернулся в Москву и стал одним из руководителей Московского городского комитета партии социалистов-революционеров, занимался вопросами пропаганды. В 1905 году кооптирован в состав ЦК ПСР. В сентябре 1905 года вместе с женой арестован и заключен в Таганскую тюрьму; освобожден в октябре того же года. Участвовал в организации декабрьского восстания в Москве.
После подавления восстания уехал в Финляндию, где в январе 1906 года принял участие в работе проходившего в Гельсингфорсе 1-го съезда партии эсеров. В мае — июне 1906 года один из самых острых критиков Государственной думы I созыва на многочисленных митингах в Петербурге.
Участвовал в организации восстания на крейсере «Память Азова». 20 июля прибыл на крейсер в шлюпке вместе с двумя другими агитаторами. Однако к тому моменту восстание было уже подавлено, и Фондаминский был арестован матросами, сохранившими верность присяге. При аресте назвался Арсением Александровичем Бельским.
31 июля 1906 года на военно-морском суде особой комиссии по делу о восстании просил в качестве свидетелей вызвать лодочников. Так как было показано, что Фондаминский прибыл на корабль после подавления восстания, военно-морской суд снял с него обвинение в посягательстве на насильственное изменение установленного образа правления и передал дознание о нём прокурору Ревельского окружного суда.
Впоследствии это дело было 7 октября 1906 года затребовано от прокурора Ревельского окружного суда эстляндским генерал-губернатором и передано военному присутствию Петербургского военно-окружного суда. Однако и второй военный суд тоже его оправдал. Опасаясь нового суда, Фондаминский вместе с женой эмигрировал во Францию.

### В эмиграции
В 1907—1917 годах жил в Париже. В мае 1909 года участвовал в работе 5-го съезда партии социалистов-революционеров, где был избран в один из руководящих органов партии — Заграничную делегацию.
В 1912 году вместе с Николаем Дмитриевичем Авксентьевым выпускал журнал «Почин».
С начала Первой мировой войны Фондаминский стоял на оборонческих позициях, вместе с Георгием Валентиновичем Плехановым редактировал журнал «Призыв», который выступал против пораженцев.

### Революция 1917 года
В феврале 1917 года вместе с Николаем Дмитриевичем Авксентьевым и Борисом Викторовичем Савинковым вернулся в Петроград. В мае 1917 года был избран товарищем председателя Исполнительного комитета Совета крестьянских депутатов. В июне на III съезде ПСР избран в ЦК. Летом 1917 года Фондаминский был назначен Временным правительством комиссаром Черноморского флота. Был избран во Всероссийское Учредительное собрание от Черноморского флота.
В 1918 году — член Союза возрождения России. Был редактором издания союза — «Возрождение» («Сын Отечества»). Участвовал в Ясском совещании.

### Вторая эмиграция
С лета 1918 года жил в Одессе, в апреле 1919 года вместе с женой эмигрировал во Францию, поселился в Париже.
В 1919—1920 годах стал членом парижской масонской ложи «Братство» (ВВФ), пройдя посвящение по рекомендации Кандаурова и Мекка. Был также членом ложи «Добрый самаритянин» в 1920—1921 годах.
Был одним из редакторов ведущего журнала эмиграции «Современные записки» (1920—1940). Благодаря Фондаминскому журнал был открыт для авторов различных направлений общественно-политической мысли и различных литературных течений. Так, в журнале публиковались работы Льва Шестова, Семёна Франка, Георгия Флоровского, Дмитрия Мережковского; художественные произведения Ивана Бунина, Владимира Набокова, Алексея Ремизова, Марка Алданова. В 1937 г. — соредактор «Русских записок».
В 1931—1939 годах вместе с Георгием Федотовым и Фёдором Степуном издавал христианско-демократический журнал «Новый град».
Активно участвовал в деятельности эмигрантских политических и общественных организаций. Участник Русского студенческого христианского движения (РСХД) и объединения «Православное дело».
Георгий Федотов вспоминал о нем так:

И. И. помогал множеству людей и в материальных и в духовных нуждах. Помогал достойным и недостойным, и не жалел своих денег. А, ведь, деньги более надежный показатель доброты, чем улыбки.
Но есть еще более ценные дары, чем деньги и улыбки. И. И. притягивал к себе людей, мучающихся личным горем или заблудившихся на путях жизни. К нему шли не только как к другу, но почти как к духовнику или светскому старцу.

В 1935 году умерла жена Фондаминского. После её смерти он издал книгу, в которой были собраны воспоминания её друзей.
В июне 1940 года уехал из Парижа от наступающих немецких войск в неоккупированную зону, лето провел в районе города По. Надежда Тэффи в своих воспоминаниях пишет, что Фондаминский имел возможность уехать в США, куда уже перебрались многие его друзья и единомышленники. Однако он так и не покинул Франции и вскоре вернулся в Париж. По мнению Тэффи, он не уехал, поскольку ему было бы стыдно перед теми, кто остался (в том числе перед его лучшим другом, Матерью Марией), «за то, что поберёг себя».
22 июня 1941 года был арестован германскими оккупационными властями в числе группы из 120 русских масонов. Содержался в лагере Руалье в Компьене, где 20 сентября 1941 года был крещён в православие. В то время как большинство арестованных русских по национальности были освобождены, Фондаминский как еврей был оставлен в лагере. В 1942 году был отправлен в лагерь в Дранси. Тяжело заболев в лагере, он был переведен в больницу. Друзья-социалисты предлагали ему устроить побег, но Фондаминский отказался, желая разделить участь других евреев. Он был отправлен в Освенцим, где и погиб.

## Канонизация
В 2004 году «мирянин Илья Фондаминский» был канонизирован Константинопольским Патриархатом как святой мученик; вместе с ним была канонизирована монахиня Мария (Скобцова). День памяти в Православной Церкви — 20 июля.
Илья Фондаминский был праведник… Трудно думать, что вот среди нас, в нашей плохой и злой жизни жил человек, которого можно назвать таким именем. Жил нашей жизнью среднего русского интеллигента, не проповедовал, не учил, не юродствовал и был праведником.Тэффи (1951)

## Семья
- Сестра — Раиса Исидоровна Фундаминская, акушерка, была замужем за эсером Владимиром Ивановичем Лебедевым.
- Племянник (сын сестры, Розы Исидоровны Фундаминской, 1874—1954) — учёный в области аэрогазодинамики Владимир Григорьевич Гальперин. Другой племянник (сын Анны Исидоровны Фундаминской) — Дмитрий Михайлович (Меер Мейлахович) Пинес (1891—1937), эсер, филолог, переводчик, расстрелян.

### О нём
- Леонидов В. В. Душа «Современных записок» — И. И. Фондаминский // Социальные и гуманитарные науки: Отечественная литература. Реферативный журнал. Серия 7: Литературоведение. 1995. № 4. С. 93-97.
- Ерофеев Н. Фондаминский И. И. // Политические партии России: Конец XIX — первая треть XX века: Энциклопедия / Отв. ред. В. В. Шелохаев. М., 1996. С. 658—659.
- Бадя Л. Фондаминский И. И. // Русское зарубежье: Золотая книга эмиграции: Первая треть XX века: Энциклопедический биографический словарь / [Под общ. ред. В. В. Шелохаева]. М., 1997. С. 660—661.
- Леонидов В. В. Фондаминский И. И. // Литературная энциклопедия русского зарубежья, 1918—1940 : в 4 т. / РАН Ин-т науч. информации по общественным наукам ; гл. ред. А. Н. Николюкин. — 2-е изд. — М. : РОССПЭН, 1997. — Т. 1 : Писатели русского зарубежья. — С. 411—413. — ISBN 5-86004-086-5 (т. 1).
- Леонов М. И. Партия социалистов-революционеров в 1905—1907 гг. М., 1997. С. 68-69, 207, 284—285, 327.
- Морозов К. Н. Партия социалистов-революционеров в 1907—1914 гг. М., 1998. С. 528, 544, 578, 583—587, 595—599.
- Серков А. И. Фондаминский И. И. // Серков А. И. Русское масонство: 1731—2000: Энциклопедический словарь. Μ., 2001. С. 839—840.
- Берзина А. А. Общественно-политическая деятельность И. И. Бунакова-Фондаминского: Дис. … канд. ист. наук. Орел, 2005.
- Коростелев О. А. Фондаминский И. И. // «Современные записки» (Париж, 1920—1940). Из архива редакции: В 4 т. / Под ред. О. Коростелева и М. Шрубы. М.: Новое литературное обозрение, 2011. Т. 1. С. 29-31.

### Воспоминания
- Зензинов В. М. Памяти И. И. Фондаминского-Бунакова // Новый журнал. 1948. № 18. С. 299—317.
- Федотов Г. П. И. И. Фондаминский в эмиграции // Новый журнал. 1948. № 18. С. 317—329.
- Зензинов В. М. Пережитое. Нью-Йорк, 1953.
- Чернов В. М. Перед бурей. Воспоминания. Нью-Йорк, 1953.
- Вишняк М. В. Дань прошлому. Нью-Йорк, 1954.
- Варшавский В. С. Незамеченное поколение. Нью-Йорк, 1956.
- Вишняк М. В. «Современные записки»: Воспоминания редактора. Bloomington, 1957.
- Кузнецова Г. Грасский дневник. Вашингтон, 1967.
- Вишняк М. В. Годы эмиграции. 1919—1969. Париж — Нью-Йорк: (Воспоминания). Stanford, 1970.
- Яновский В. Поля Елисейские: Книга памяти. Нью-Йорк, 1983.
- Тэффи. Илья Фондаминский // Моя летопись. — М. : Вагриус, 2004. — С. 320—328.
- Костицын В. А. Воспоминания о Компьенском лагере (1941—1942) / Сост., подгот. текста, вступит. ст., коммент., аннот. им. указ. В. Л. Гениса. М., 2009.

### Публикации архивных материалов
- Из архива В. В. Набокова / Публ. В. Аллоя // Минувшее. Париж, 1989. Т. 8. С. 274—281 [письма к И. И. Фондаминскому 1934—1937 гг.].
- Дэвис Д. Переписка редакторов журнала «Современные записки» // Российский литературоведческий журнал. 1994. № 4. С. 25-31 [письма И. И. Фондаминского 1920-х гг. М. В. Вишняку и В. В. Рудневу].
- Эренбург, Савинков, Волошин в годы смуты (1915—1918) / Публ., подгот. текста, вступ. заметка, заключение и примеч. Б. Фрезинского, Д. Зубарева // Звезда. 1996. № 2. С. 155—201 [письма Фондаминскому].
- Партия социалистов-революционеров. Документы и материалы. В 3 т. Т. 1: 1900—1907 гг. М., 1996. С. 5-11; T. 2: Июнь 1907 г. — февраль 1917 г., М., 2001. С. 5-19; Т. 3. Ч. 1: Февраль-октябрь 1917 г. М., 2000. С. 5-15, Т. 3. Ч. 2: Октябрь 1917—1925 гг. М., 2000. С. 5-27.
- «Современные записки» (Париж, 1920—1940). Из архива редакции: В 4 т. / Под ред. О. Коростелева и М. Шрубы. — М.: Новое литературное обозрение, 2011—2014. [более 570 писем Фондаминского (И. А. Бунину, М. В. Вишняку, З. Н. Гиппиус, В. М. Зензинову, В. А. Маклакову, В. В. Рудневу, Г. П. Федотову и др.), а также сотни писем Фондаминскому]